# Aquarena
Aquarena is een overdekt zwembad, gelegen in de Nederlandse gemeente Emmen aan het Stadionplein. Het Aquarenabad is tevens de thuisbasis van verschillende zwemverenigingen.

## Natuurbad
Op 14 februari 1933 werd ‘de Vereeniging tot Oprichting en Exploitatie van natuurbaden te Emmen’ opgericht. Op 20 juni 1933 begon de geschiedenis van het zwembad in Emmen met een brief aan de gemeenteraad namens de vereniging.
De redenen voor het aanleggen van het natuurbad liepen uiteen. De vereniging vond het noodzakelijk voor het opgroeiende geslacht: de veiligheid en het leren zwemmen onder toezicht. Ook het vreemdelingenbezoek zou worden bevorderd: er zouden meer bezoekers uit de omgeving komen. Een andere reden voor de aanlegging van het zwembad was de werkverschaffing. In die tijd heerste er werkloosheid en dit zou nieuwe banen creëren. 
Uiteindelijk bestond het zwembassin uit twee gedeelten: een diep bassin voor de volwassenen en een ondiep bad voor kinderen. Ook was het bad voorzien van een breed strand. Het bad werd op 1 mei 1934 geopend. In 1951 werd het zwembad overgenomen door de gemeente.

## Zwembad Emmen
In de jaren zestig nam de interesse in sport toe, omdat gebleken was dat je je gezondheid verbeterde door aan sport te doen. Andere redenen om meer te gaan sporten waren de cultuurontwikkeling, de toename van vrije tijd en de stijgende lonen.
Door de toenemende waardering voor sport in de jaren zestig, werd er door de overheden veel in sport geïnvesteerd. Ook het natuurbad werd onder handen genomen, en er ontstond een idee om het vijftig-meter-bad te voorzien van een overkapping, waardoor men het zwemseizoen met enkele maanden kon verlengen. Het dak kon aan weerszijden 18 meter opengeschoven worden met slechts een druk op de knop. Dit plan werd gerealiseerd in het jaar 1964 voor een bedrag van ƒ 1.200.000,--. Door zijn verrijdbare overkapping ondervond het zwembad belangstelling in het gehele land. Alleen in Kampen is een gelijksoortig zwembad gebouwd. Na de opening in 1965 kwamen er jaarlijks zo’n half miljoen bezoekers. 
Het was gebruikelijk dat het zwembad van maandag t/m vrijdag, ’s morgens van 8 tot 9 alleen opengesteld was voor dames. Door weinig gebruik van dit speciale uur diende men een verzoek in om dit te laten vervallen. De burgemeesters en wethouders van Emmen hebben in november 1965 besloten om met ingang van 01-01-1966 het aparte dames-zwemmen te beëindigen. Vanaf dat moment werd er gemengd gezwommen. 
In de winter diende de ruimte achter het zwembad als ijsbaan voor ijsvereniging ‘Wintervreugd’. 
Het overdekte zwembad werd van 25 december 1969 t/m 1 januari 1970 gesloten. Dit in verband met een grote schoonmaak- en onderhoudsbeurt en technische installaties.  In loop der jaren zijn al vele verbeteringen in en rondom het bad aangebracht.

## Plannen voor Aquarena
In de jaren tachtig was de behoefte veranderd. Uit een dossier van het gemeentelijk archief Emmen blijkt dat in 1980 de inspecteur van volksgezondheid een aantal opmerkingen had over de zwemaccommodatie tijdens zijn inspectie. Er dienden een aantal verbeteringen te worden aangebracht en een aantal nieuwe voorzieningen te worden getroffen. De toenmalige kapvoorzieningen moest van nieuwe platen worden voorzien. Bij de huidige dakconstructie werd er veel energie verbruikt. Om een kapitaalverspilling te vermijden moest men met een renovatieplan komen voor het zwembad in Emmen. In 1982 werd een bouwvergunning aangevraagd bij de gemeente Emmen. Men wilde een uitbreiding van het zwembadgebouw en een personeelsruimte. Uiteindelijk kwam men met een plan voor een geheel nieuw zwembad.
In de jaren negentig is er gestart met een onderzoek naar een nieuw zwembad.

## Aquarena
Na een bouwtijd van dertien maanden was het bad geheel vernieuwd en uitgebreid. Dit was gerealiseerd voor acht miljoen gulden. In de zomer van 1985 werd het zwembad Aquarena geopend aan de Angelsloërdijk.

## Zwemvereniging ‘De Kikker’
Zwem- en poloclub ‘De Kikker’, opgericht in 1935, heeft het zwembad Aquarena al jaren als thuisbasis. Het geeft training in onder andere: synchroonzwemmen, wedstrijdzwemmen en waterpolo. In het jaar 1985 bestond de club vijftig jaar en om dit te vieren organiseerde men een groot aantal activiteiten met als hoogtepunt de waterpolo-interland tussen de heren van Nederland en China en de Nederlandse winterkampioenschappen zwemmen. Sindsdien organiseerde de club ieder jaar een nationaal of een internationaal zwemsportevenement. In 2002 benaderde de Koninklijke Nederlandse Zwembond de vereniging met de vraag of zij de organisatie van het EJK dames-waterpolo op zich kon nemen. De Kikker had namelijk een goede naam opgebouwd wat betreft organisatie. In augustus 2003 vond het Europese Jeugdkampioenschap waterpolo voor dames onder de achttien plaats in Emmen. 

## De toekomst
In 2009 is duidelijk geworden dat de onderhoudskosten van het Aquarenabad hoog zijn geworden. Ook nu worden er plannen gemaakt om een geheel nieuw zwembad aan te leggen. Dit nieuwe zwembad werd gebouwd op het Stadionplein in Emmen en werd geopend op 19 oktober 2019. 